# 艾雷迪
艾雷迪（英語：Randy Ai，1969年4月28日—2013年1月12日）是一位台灣男性漫畫家，漫畫生涯中曾使用「阿迪」、「艾電迪」等筆名。

## 簡歷
- 曾擔任廣告公司美術、卡通動畫师、卡通作畫監督、多媒體公司藝術總監、年代資訊美術指導、年代資訊行銷企畫主任。
- 曾為自由插畫家，亦教授插畫課程。

## 作品列表
- 純喫茶：於華尚文化《周末漫畫週刊》連載，筆名「阿迪」。
- 月舞：於大然文化漫畫週刊《熱門少年TOP》連載。
- 蜥蜴超人：於大然文化漫畫週刊《熱門少年TOP》1990年代期間連載。
- 愛在漫畫季節裡：於尖端出版《活躍TEMPO半月刊》連載，1996年發行單行本。筆名「艾電迪」。
- LOVE少年隊：於台灣東販漫畫月刊《ACE頂尖少年》連載，1998年發行單行本。
- 遺失時間的夏日：於台灣角川電子雜誌《FORCE原力誌》連載。

### 其他
- 夢見：人物設計[3]

## 外部連結
- 官方網站
- 艾雷迪的Facebook專頁
- 台灣角川FORCE原力誌官方消息[永久]